# Pizza margherita

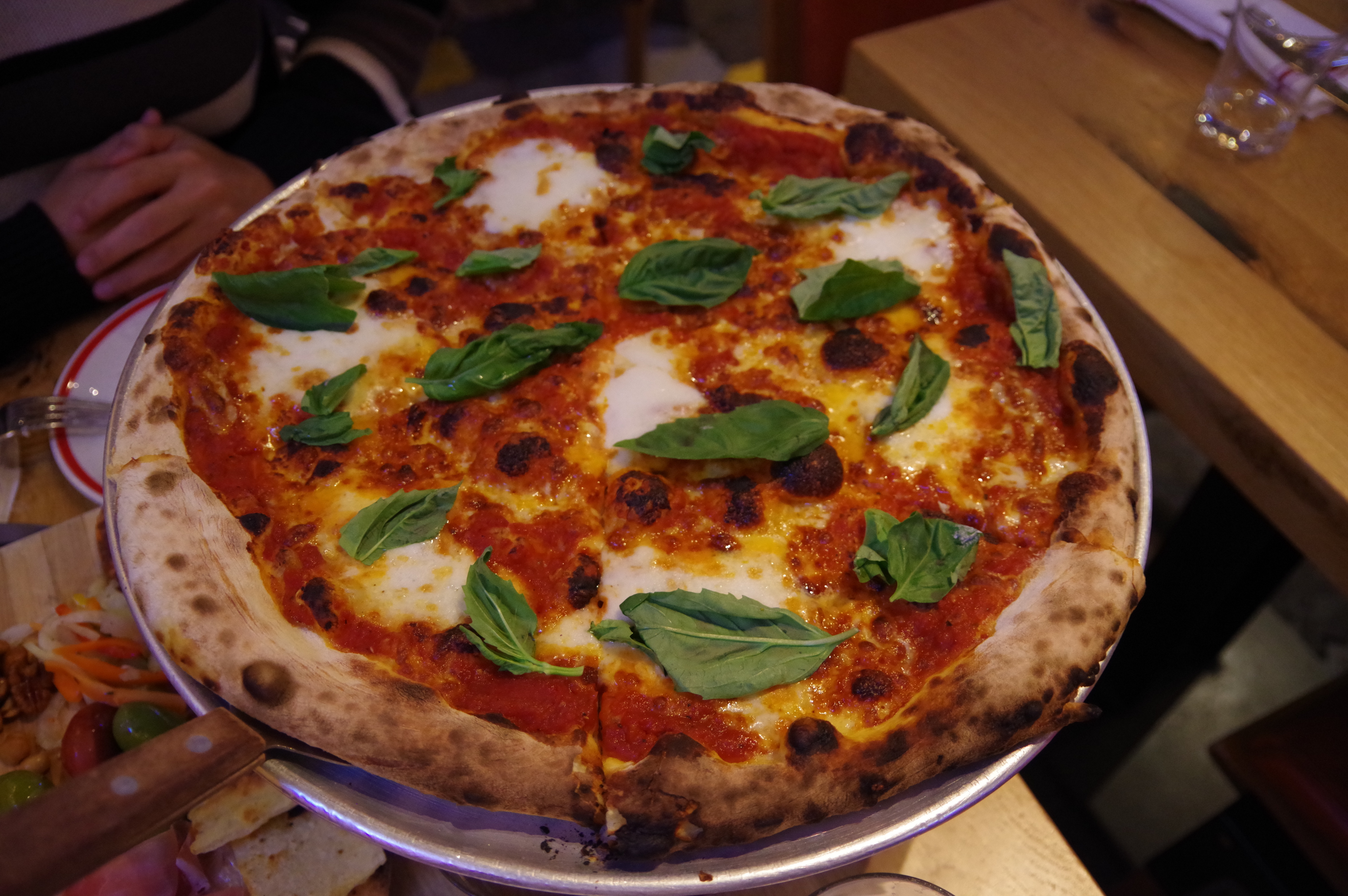
Pizza margherita

De pizza margherita is een typisch Napolitaanse pizza met als ingrediënten tomaten, mozzarella en verse basilicum, zout en olijfolie. Samen met de andere twee Napolitaanse pizza's, de pizza marinara (tomaat, knoflook, olijfolie en oregano) en de pizza margherita extra (als margherita, maar met buffelmozzarella) valt de margherita onder een keurmerk van de Europese Unie.

## Geschiedenis
Het recept van de pizza margherita werd, voor zover bekend, voor het eerst beschreven in 1830 in een boek over Napels, genaamd: Napoli, contorni e dintorni, maar is waarschijnlijk veel ouder.  De pizza is later genoemd naar de Italiaanse koningin Margaretha (Italiaans: Margherita di Savoia), echtgenote van koning Umberto I. Zij bezochten de stad in 1889 en de koningin wilde graag een lokale specialiteit eten. De chef-kok Raffaele Esposito van pizzeria Brandi bakte daarop deze pizza. Het verhaal gaat dat de koningin bijzonder gecharmeerd was van de pizza omdat die de kleuren van de Italiaanse vlag had (groen, wit en rood). De koningin heeft Esposito daarom een bedankbrief geschreven. Een kopie van deze brief, gedateerd 11 juni 1889, hangt nu nog steeds aan de muur van pizzeria Brandi. Esposito zou de pizza daarop naar haar vernoemd hebben.

## Bereiding
De Associazione Vera Pizza Napoletana heeft een uitgebreid protocol opgesteld waaraan het bereidingsproces van een pizza margherita moet voldoen. Daarnaast is men van mening dat deze alleen met producten uit de regio's Campania en Lazio bereid mag worden, die ook weer onder een Europees keurmerk vallen.
De pizza margherita is een van de bekendste maar ook eenvoudigste Italiaanse pizza's. Deze is wereldwijd in bijna elke pizzeria te krijgen. Meestal is het ook de goedkoopste op het menu.